# Danuel Pipoly
Danuel Michael Pipoly, född den 11 mars 1978 i Los Angeles County, är en före detta barnskådespelare. Han är mest känd för att ha spelat rollen som Nasse i Flugornas herre. Han medverkade även i filmen 3 ninjas på krigsstigen, men slutade att skådespela efter det. 